# HD213721
HD213721 — хімічно пекулярна зоря спектрального класу A0, що має видиму зоряну величину в смузі V приблизно  7,5.
Вона  розташована на відстані близько 477,5 світлових років від Сонця.